# Ложа (театр)
Ло́жа — в традиционном театральном интерьере группа мест, отделённая от соседних боковыми перегородками и/или барьерами.
Исторически ложа представляла собой отдельное небольшое помещение с отдельным входом, в некоторых случаях ведшим через небольшую прихожую — аванложу, — где можно было оставить одежду или даже провести время антракта. Ложи располагались как на уровне партера (сзади и по бокам — так называемые ложи бенуара), так и на более высоких ярусах (первый из которых, наиболее престижный, назывался бельэтажем).
Во многих театрах предусматривались привилегированные ложи — царская (королевская, президентская), губернаторская, директорская (находившаяся в распоряжении руководства театра). Другие ложи чаще всего абонировались богатыми и/или знатными ценителями на весь сезон. Общее количество лож может быть весьма велико: в миланском театре «Ла Скала», например, их 194.
Преимущество ложи состояло не только в отдельном входе, но и (в некоторых случаях) в возможности наблюдать за сценическим действием, в меньшей степени обнаруживая себя. В то же время аристократическая публика в ложах могла, напротив, привлекать к себе повышенное внимание (ср. у Пушкина: «Театр уж полон, ложи блещут»).